# Ван Барневельд, Харри
Харри Ван Барневельд (нидерл. Harry Van Barneveld; род. 18 февраля 1967, Амстердам) — бельгийский дзюдоист, чемпион и призёр чемпионатов Бельгии и Европы, призёр чемпионатов мира, бронзовый призёр летних Олимпийских игр 1996 года в Атланте, участник трёх Олимпиад.

## Карьера
Выступал в тяжёлой (свыше 95-100 кг) и абсолютной весовых категориях. В 1986—2000 годах 11 раз становился чемпионом Бельгии, трижды серебряным и дважды бронзовым призёром чемпионатов страны. Чемпион (1997 год), по пять раз серебряный и бронзовый призёр континентальных чемпионатов, бронзовый призёр чемпионатов мира 1997 и 1999 годов.
На Олимпиаде 1992 года в Барселоне занял пятое место. На летних Олимпийских играх 1996 года в Атланте стал бронзовым призёром. На следующей Олимпиаде 2000 года в Сиднее он занял девятое место.